# 遊水館
水の公園福島潟 遊水館（みずのこうえんふくしまがた ゆうすいかん）は、新潟県新潟市北区にあるプール。条例上の名称は前記の通りだが、単に遊水館と呼ばれる。施設は新潟市が所有し、特定非営利活動法人総合型地域スポーツクラブ「ハピスカとよさか」が指定管理者として運営管理を行っている。

## 概要
新潟県と豊栄市（当時）が福島潟北畔の干拓地で整備を進めていた「水の公園福島潟」の整備事業の一環で豊栄市が建設したプール施設。青木淳が設計を担い、1997年4月に遊水館としてオープンした。
2005年3月21日、豊栄市が新潟市へ編入合併したのに伴い、新潟市遊水館に改称。2007年4月1日、政令指定都市移行と同時に発効した「新潟市都市公園条例」の改正に伴って、公園名を冠した現名称に改称した。

## 施設
屋内プール
- 親水プール：25mコース × 3（往復コース×1、片道コース×2、自由遊泳コース）
- 幼児プール：円形状、水深60cm、13m2
- ジャグジープール
- 屋内スライダー：全長43m、高低差5.8m

屋外プール
- 流水プール：一周83m、幅3 - 7m
- 屋外スライダー：全長10m、高低差3.1m
- 木舟水路：全長360m
- サンテラス

## 公園内その他の施設
- ビュー福島潟
- 新潟県立環境と人間のふれあい館（新潟水俣病資料館）